# Fleur Agema
Marie-Fleur (Fleur) Agema (Purmerend, 16 de septiembre de 1976) es una política neerlandesa que actualmente ocupa un escaño en la Segunda Cámara de los Estados Generales para el período legislativo 2012-2017 por el Partido por la Libertad (Partij voor de Vrijheid), grupo político al que ingresó en 2006 cuando recién estaba formado, siendo invitada a participar por su líder Geert Wilders.
Agema es parte de la cámara baja desde las elecciones parlamentarias de 2006, alcanzando la segunda mejor votación de su partido, algo que se repitió en las elecciones de 2010 y 2012. Dada su posición, fue co-negociadora junto a Geert Wilders del acuerdo para el primer Gabinete de Mark Rutte en 2012. Actualmente forma parte del comité de Salud, Bienestar y Deportes.
En diciembre de 2012 anunció que padecía esclerosis múltiple.